# Brandevoort
Brandevoort is een Vinex-wijk in de stad Helmond in de Nederlandse provincie Noord-Brabant. De wijk ligt in het gebied tussen Mierlo-Hout, Geldrop-Mierlo en Nuenen en aan de spoorlijn Eindhoven–Venlo.

## Geschiedenis
Brandevoort was een agrarisch gebied in de gemeente Mierlo. Het heeft een al eeuwenoude geschiedenis van bewoning. Bij opgravingen is onder andere een Romeinse nederzetting uit het begin van onze jaartelling aangetroffen. In en na de middeleeuwen woonden er voornamelijk boerengezinnen, totdat in 1995 Helmond begon met het uitbreidingsproject door het annexeren van dit dunbevolkte deel van de gemeente Mierlo.
In de periode 2000–2021 werden in dit voormalig agrarisch gebied circa 6000 woningen gebouwd, wat tot een totale bevolking van circa 17.000 inwoners moest leiden. Om de “dorpskern” De Veste, waar winkels en andere voorzieningen aanwezig zijn, liggen de woongebieden van De Buitens: Schutsboom, Brand, Beemden en Stepekolk. Later ontstonden de nieuwere wijken De Marke, Hazenwinkel, Liverdonk en Kranenbroek.
Brandevoort is opgezet volgens de principes van New Urbanism. Doordat diverse architecten aan deze wijk werken ontstaat er een zeer afwisselend straatbeeld. De Veste is historiserend aangelegd in de stijl van een 17e-eeuws Brabants stadje, met herenhuizen aan grachten. In 2005 was een deel van De Veste opgeleverd en het deelplan Schutsboom vrijwel helemaal gereed. Nieuwe bebouwingen staan in De Stepekolk en De Brand. Ook deze wijken bestaan grotendeels uit duurdere woningen die meestal in vooroorlogse 20e-eeuwse stijl gebouwd zijn, met een opzettelijke vermijding van de kenmerken van het naoorlogse functionalisme.
Het ontwerp voor Brandevoort (Masterplan Brandevoort) werd gemaakt door Wissing (stedenbouwkundig ontwerp), Paul van Beek (landschapsinrichting) en Rob Krier en Christoph Kohl (architectuur) in samenwerking met Grontmij. Op 10 december 2006 is het station Helmond Brandevoort geopend, het vierde treinstation in Helmond. De bouwstijl van het station sluit aan bij die van de naburige wijk. Vanuit het station zijn er directe verbindingen met Deurne, Eindhoven Centraal, 's-Hertogenbosch en in de spits Oss.
In 2010 is de bouw gestart van de tweede fase van Brandevoort. Hierin ontstaan de buitens Kranenbroek, Liverdonk en Hazenwinkel. Ook wordt De Veste uitgebreid en komt er nog een dichtbevolkt gebied: De Marke. In dezelfde stijl wordt een bedrijventerrein voor hoogwaardige technologie aangelegd. Dit bedijventerrein ligt tegen de A270. In september 2011 is men gestart met de voorbereidingen voor een tweede aansluiting op de A270 ter hoogte van de parkeerplaats Vaarle.

## Bezienswaardigheden
De stadskern De Veste is een opvallend onderdeel van Brandevoort, opgezet als een oud vestingstadje. De pittoreske poortjes komen uit op binnenhofjes die als parkeerplaatsen fungeren. Het torentje hoort bij een schoolgebouw, in tegenstelling tot een kerk of kasteel zoals men dat in een authentieke vestingstad zou kunnen aantreffen. Ook de grachten zijn samen met de rest van de stadskern modern. In de meeste straten van De Veste zijn uitsluitend woningen te vinden. Sommige zijn ontworpen als herenhuizen. Veel straten hebben nostalgisch klinkende namen, en op de straatnaambordjes zijn de 21e-eeuwse jaartallen te vinden.

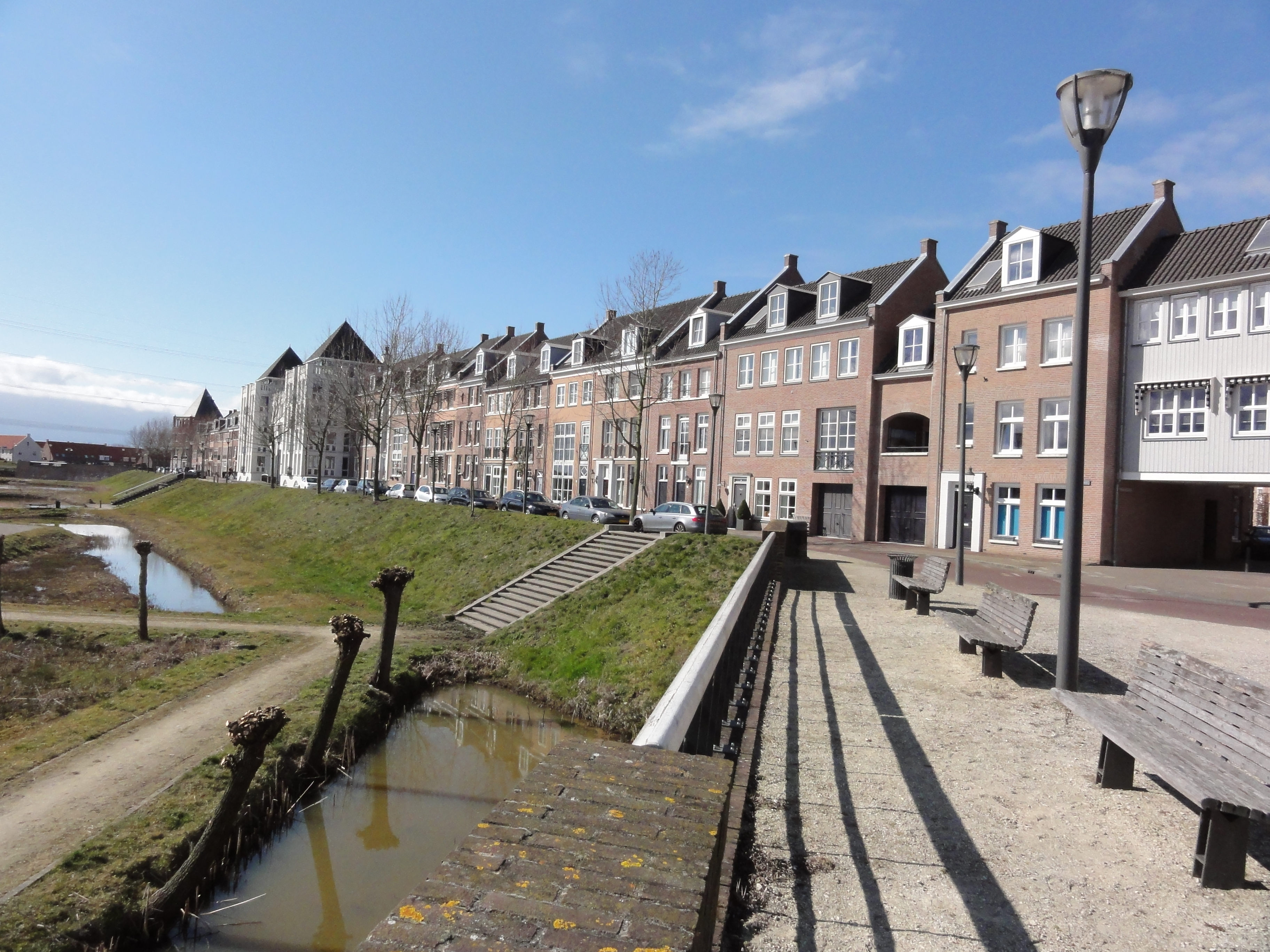
Zuidzijde De Veste
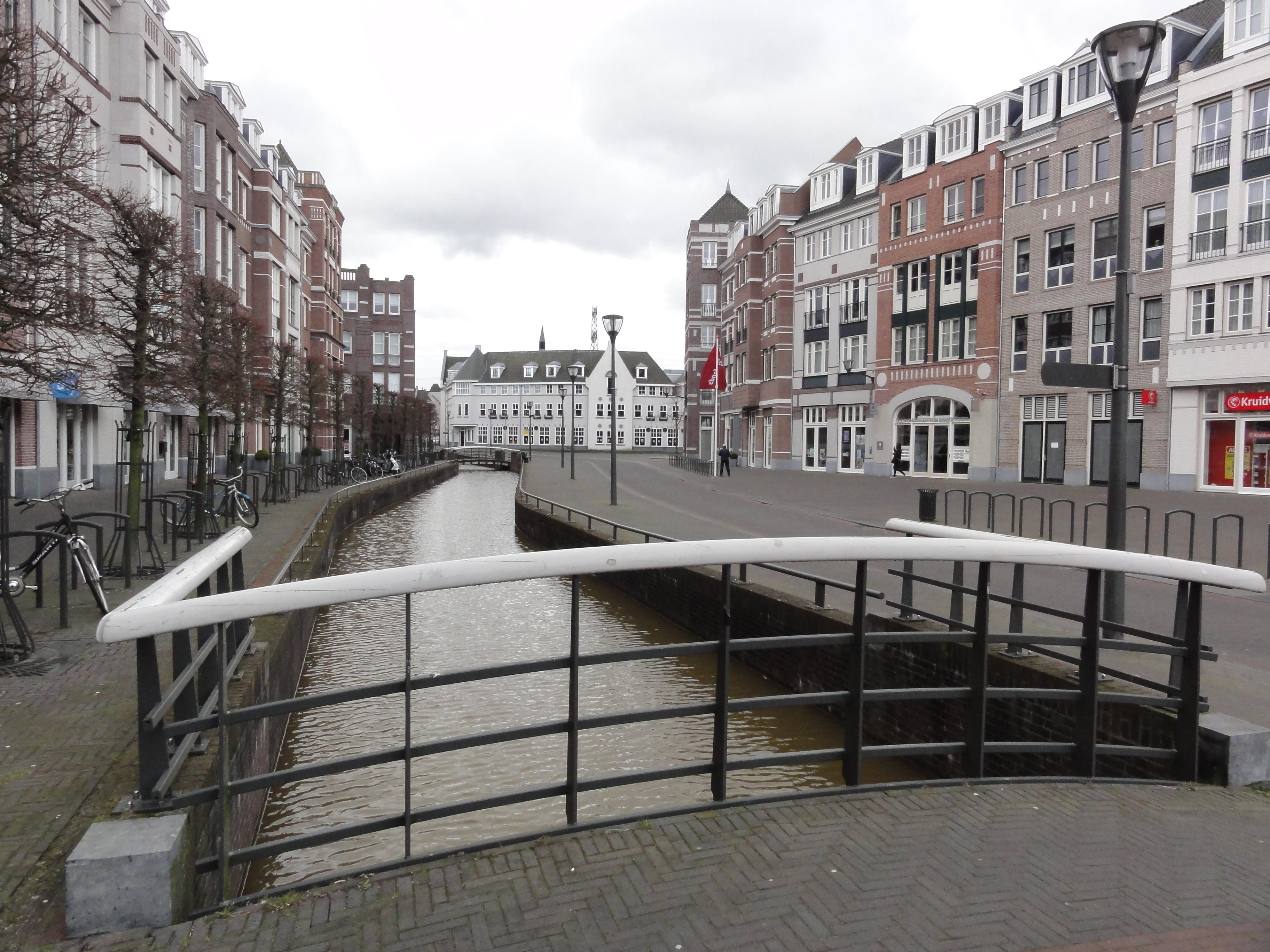
Winkelstraat met gracht
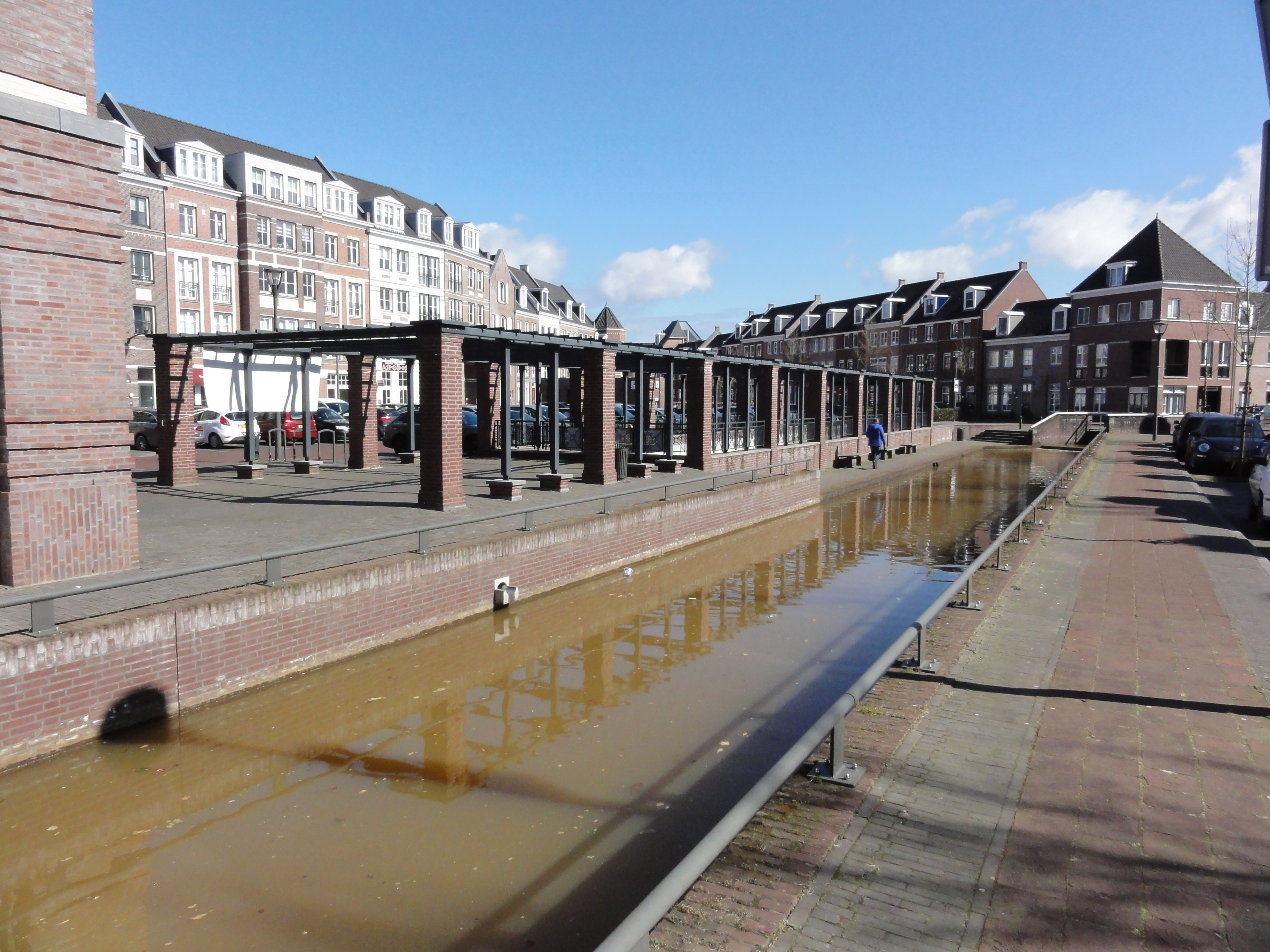
Gracht, parkeergarage en plein achter winkelstraat
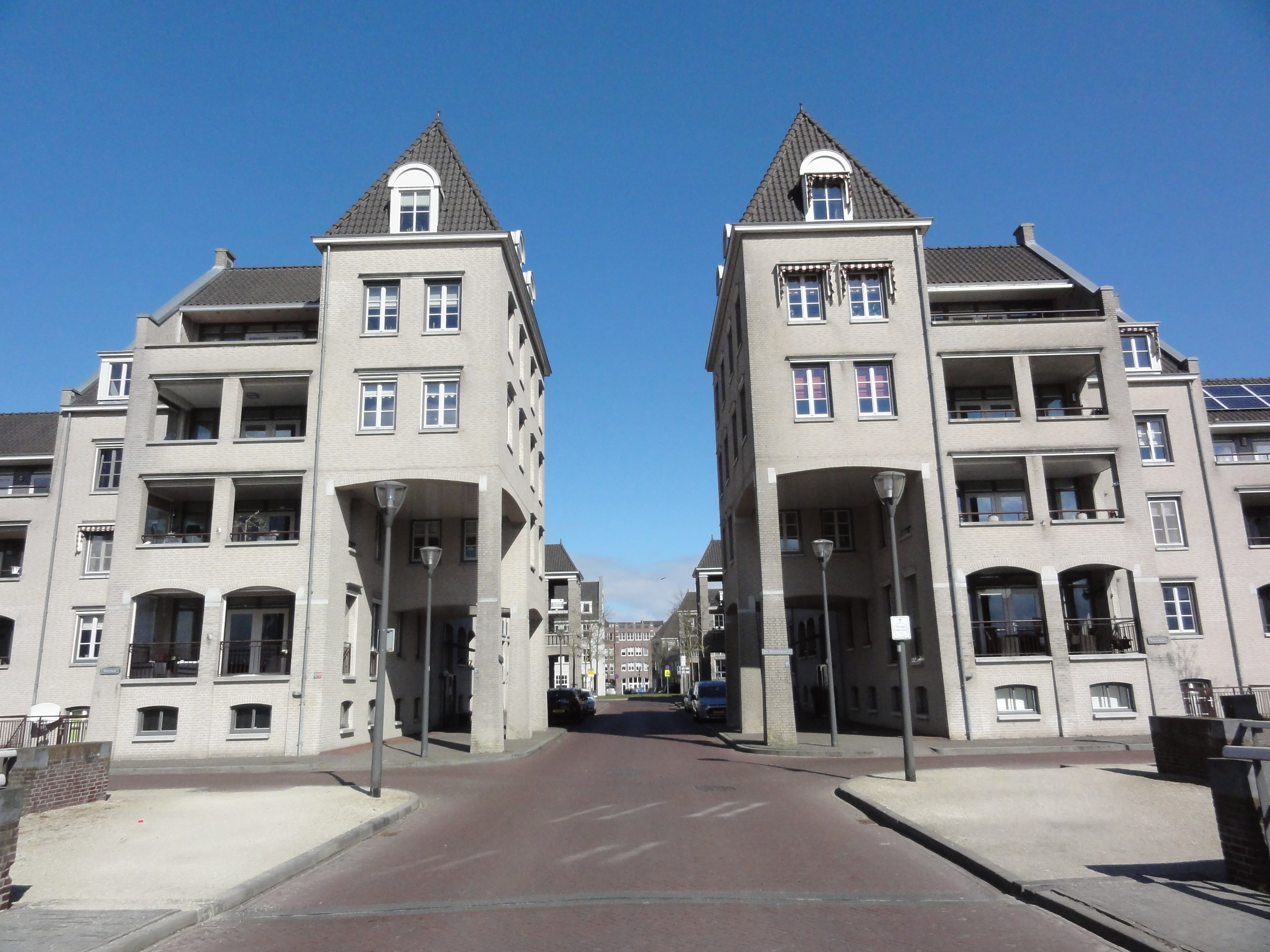
Biezenpoort
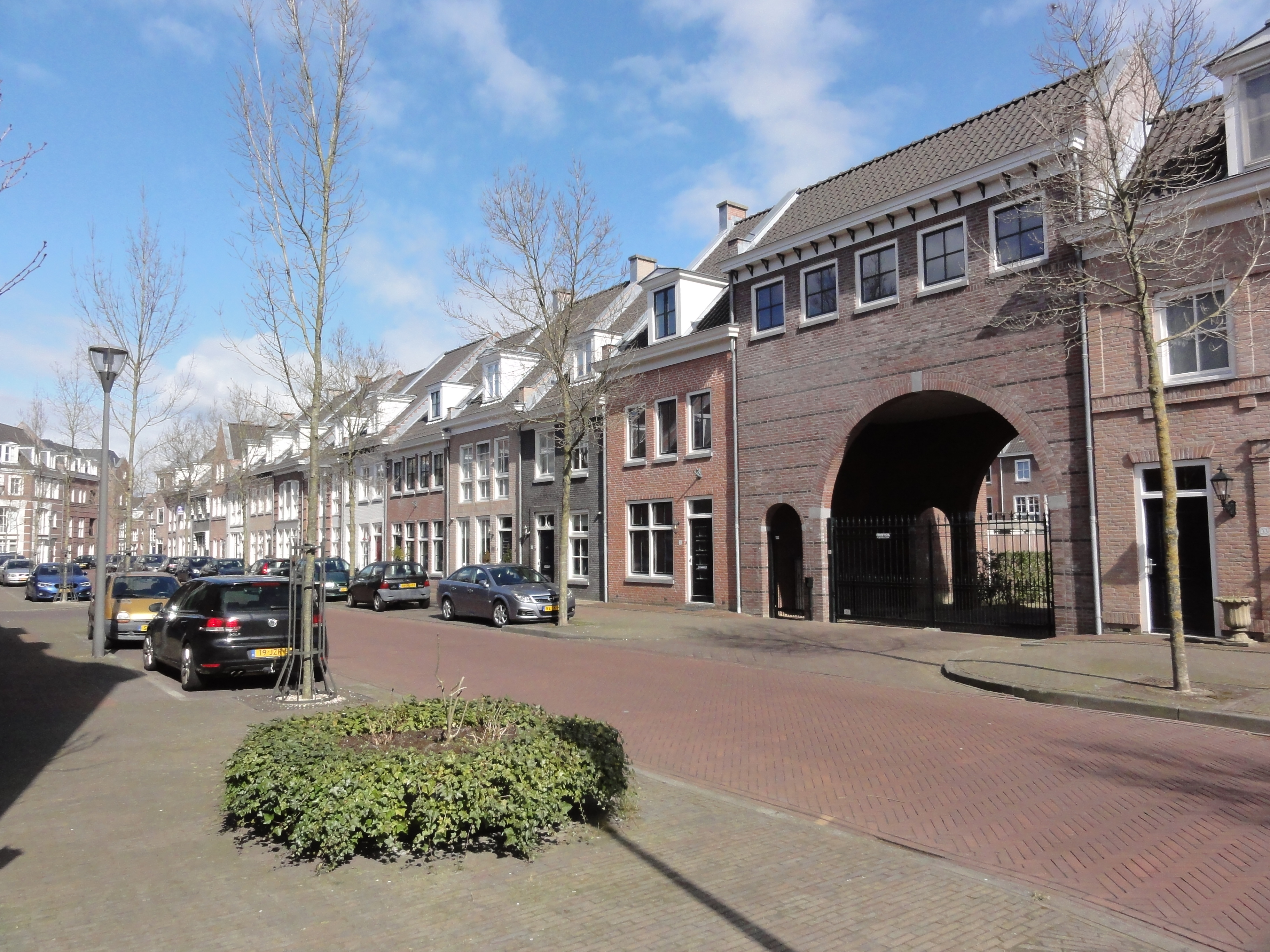
Straat met poortje naar een binnenhofje
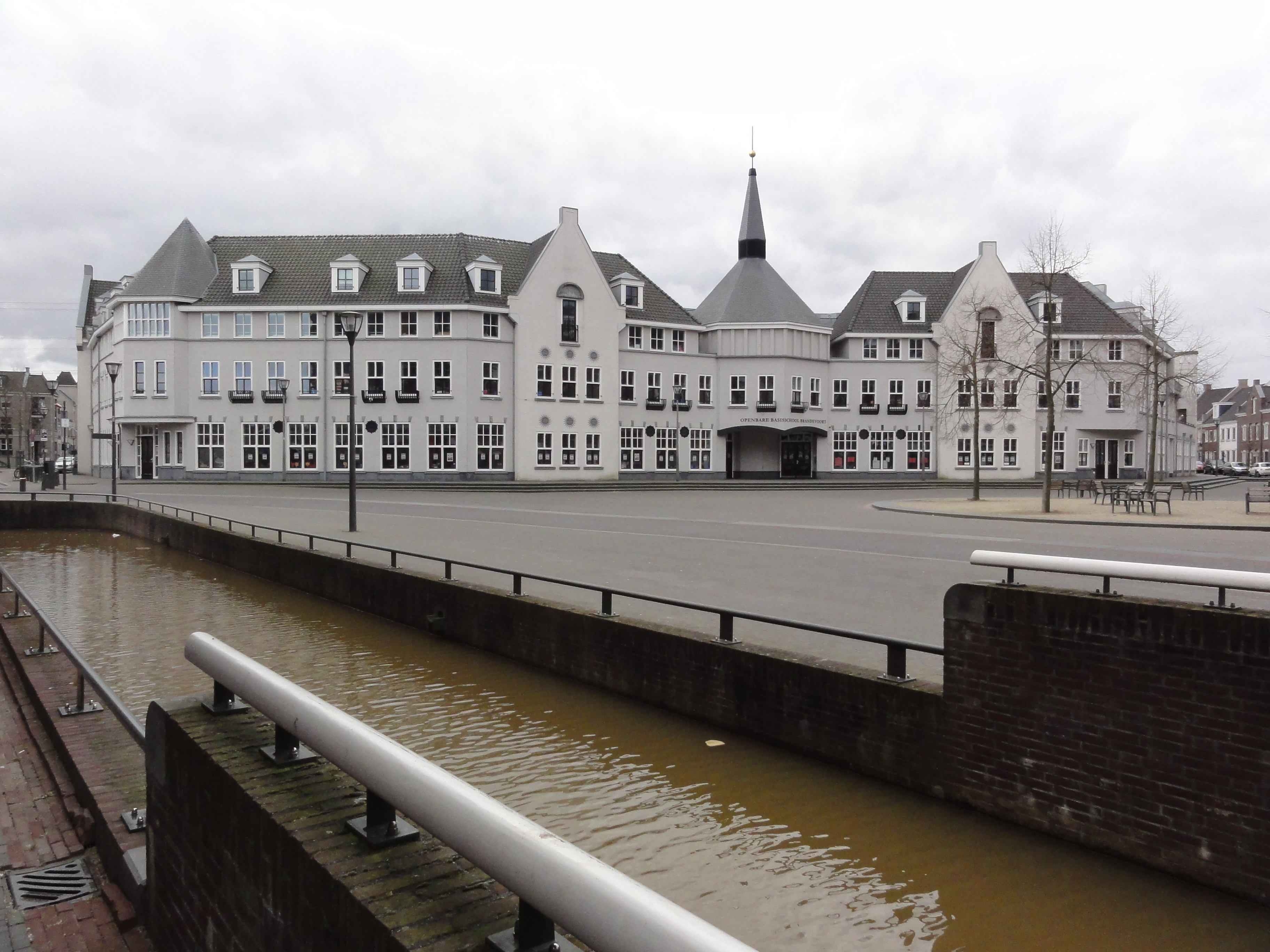
Lagere school
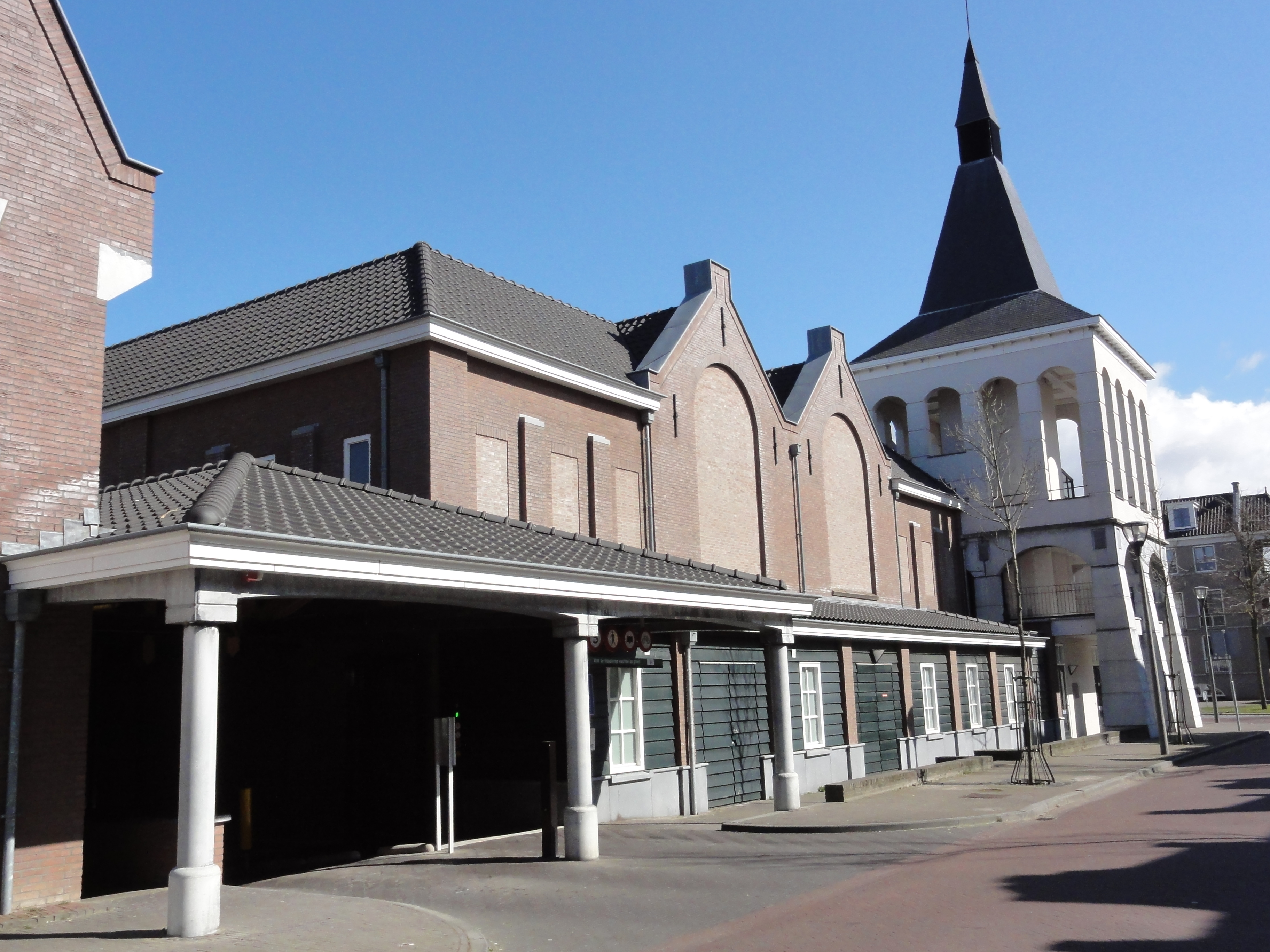
Multifunctioneel centrum

- De Plaetse is het centrale plein van de wijk. Het sluit aan bij De Veste. In 2008 waren hier een aantal winkelpanden in aanbouw. Er zijn enkele beelden geplaatst, te weten Absorbed, een groot beeld van Rob Krier uit 2006, en The Giving Child, een bronzen beeldje dat een meisje voorstelt dat een boek aanbiedt waaruit een duif opstijgt.
- De Victoriaanse Hal uit 2003 is een gietijzeren markthal, nieuw gebouwd. Ze bevindt zich op De Plaetse.

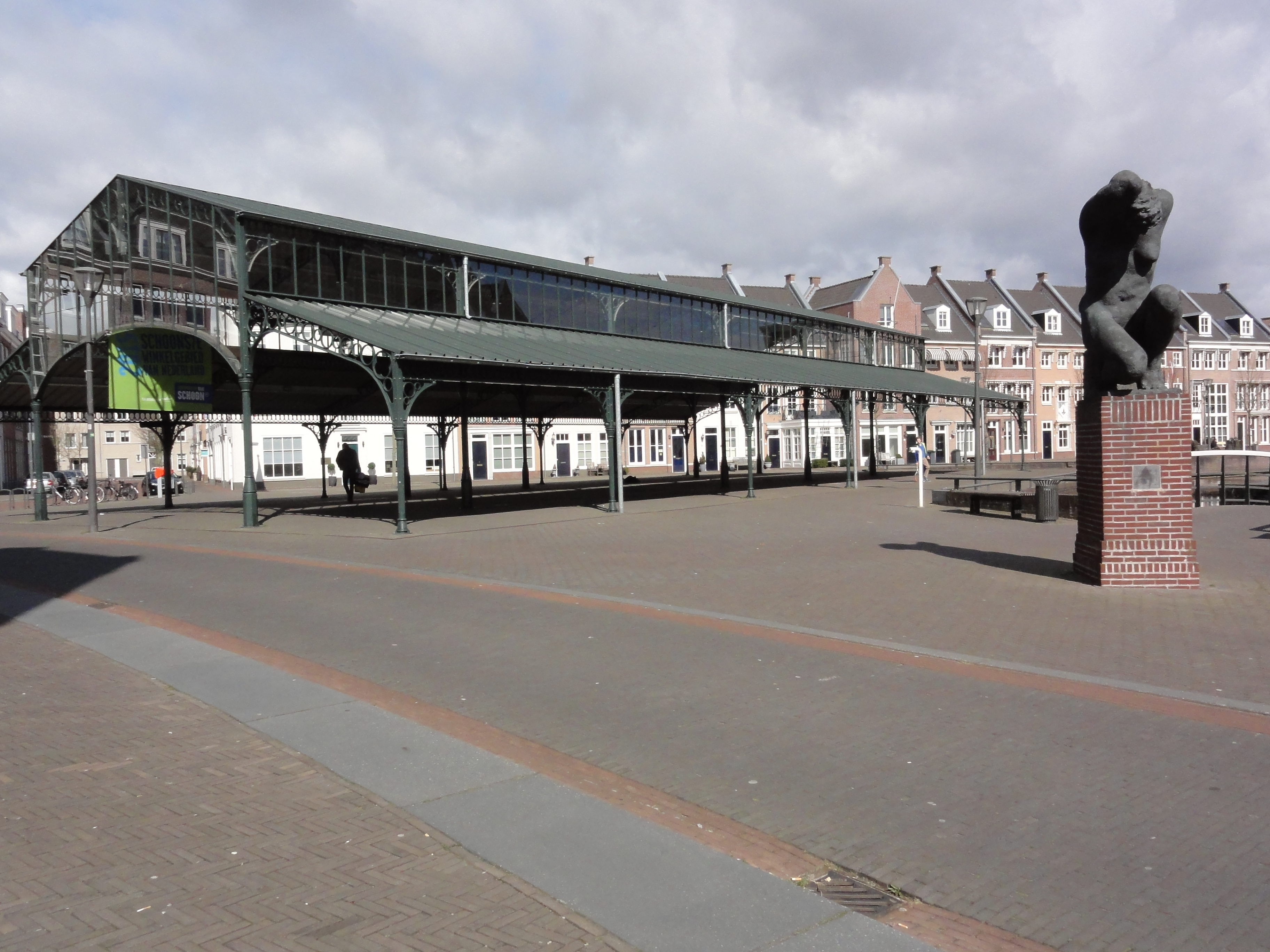
De Plaetse met de overdekte markthal
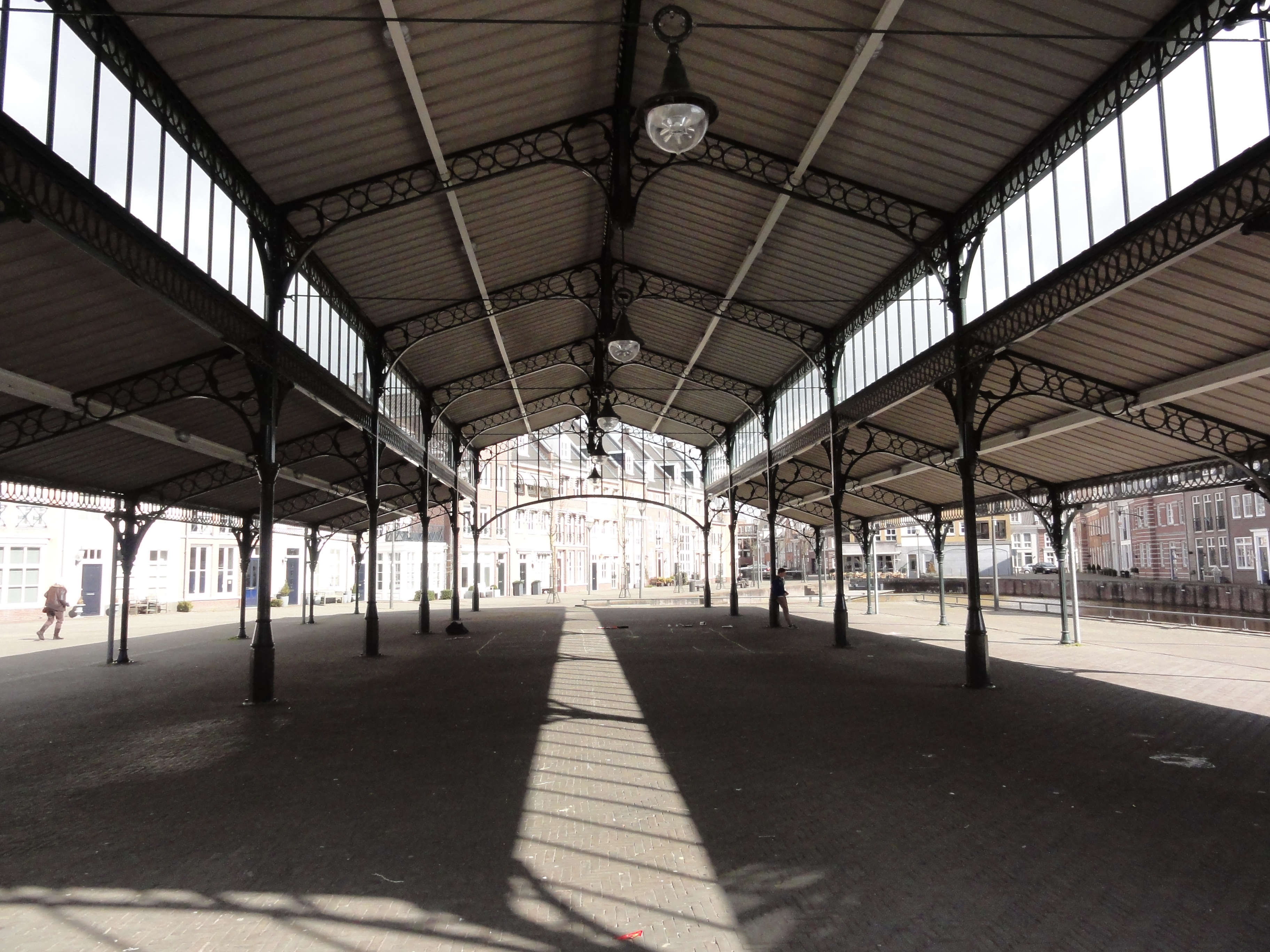
Overdekte markthal
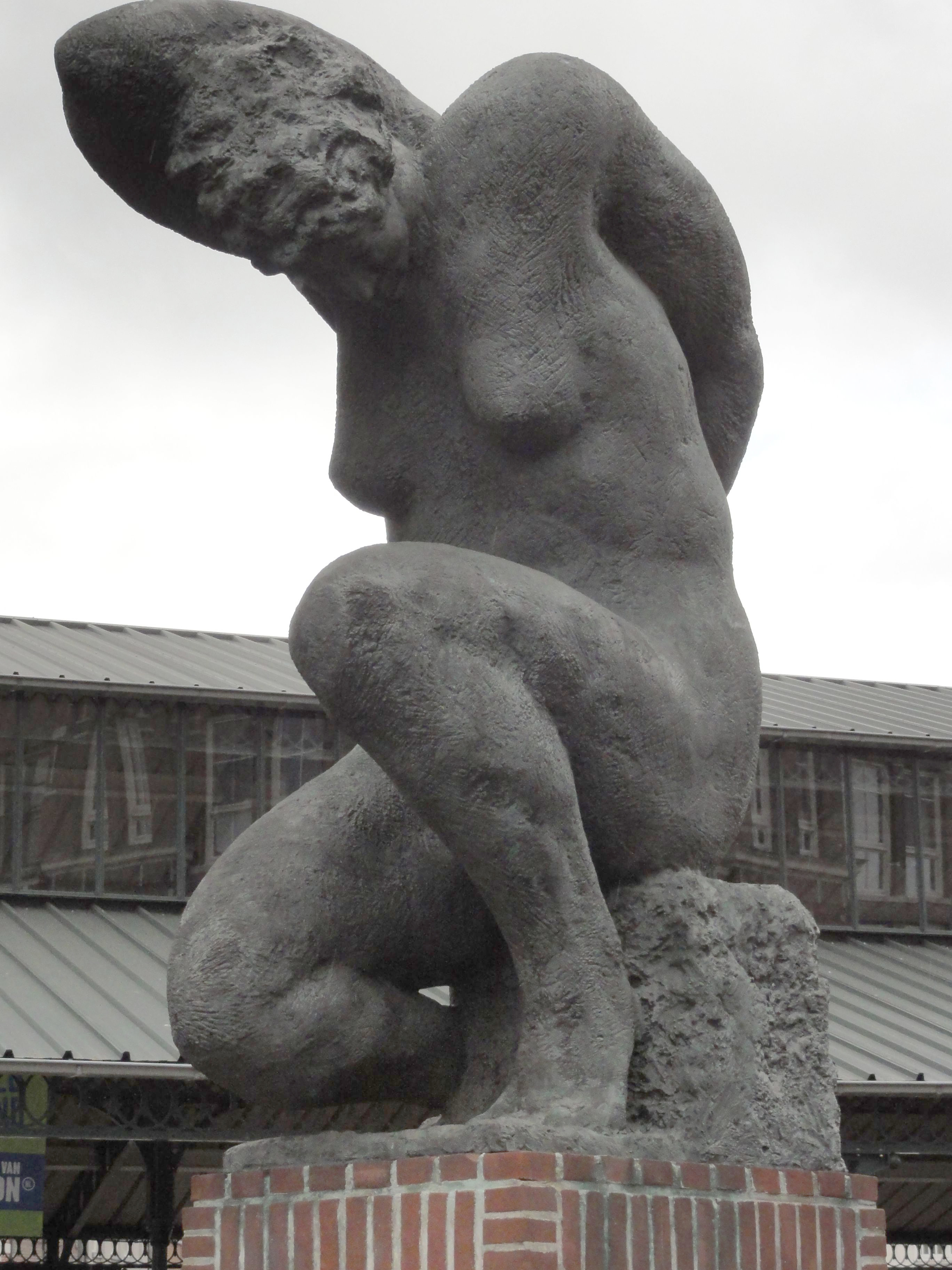
Beeld Absorbed, door Rob Krier.

- De Kapel van Sint-Antonius Abt aan de Schutsboom, in een van de buitenwijken van Brandevoort. Het oude bomenbestand heeft men gehandhaafd. De kapel is gebouwd door het in 1537 opgerichte Sint-Antoniusgilde en stamt uit 1962. In 1992 werd ze in hergebruik gegeven. In de kapel, eigenlijk een grote nis, bevindt zich een afbeelding van Sint-Antonius-Abt.

## Film
De film Triptiek - beelden van een koninkrijk van Paul van den Wildenberg en Jan Ketelaars uit 2011 is een drieluik, waarvan deel 2 (Wonen) een portret van Brandevoort is (deel 1, Werken, portretteert de Eemshaven, en deel 3, Recreëren, De Grolsch Veste).